# کووور
کووور (به لاتین: Kövər) منطقه‌ای مسکونی در جمهوری آذربایجان است که در شهرستان یولاخ واقع شده است. کوور ۲۴۲۲ نفر جمعیت دارد.